# Донской сельсовет (Тамбовская область)
Донской сельсовет — сельское поселение в Тамбовском районе Тамбовской области Российской Федерации.
Административный центр — село Донское.

## История
Статус и границы сельского поселения установлены Законом Тамбовской области от 17 сентября 2004 года № 232-З «Об установлении границ и определении места нахождения представительных органов муниципальных образований в Тамбовской области».

## Население
| 2010  | 2012  | 2013  | 2014    | 2015  | 2016  | 2017  |
| ----- | ----- | ----- | ------- | ----- | ----- | ----- |
| 9331  | ↗9508 | ↗9670 | ↗9839   | ↗9900 | ↘9437 | ↘9399 |
| 2018  | 2019  | 2020  | 2021    |       |       |       |
| ↘9299 | ↘9172 | ↘9132 | ↗11 451 |       |       |       |

## Состав сельского поселения
| №        | Населённый пункт | Тип населённого пункта       | Население |
| -------- | ---------------- | ---------------------------- | --------- |
| 1        | Госконюшня       | посёлок                      | 0         |
| 2        | Донское          | село, административный центр | ↗4676     |
| 3        | Красненькая      | деревня                      | ↗6633     |
| 4        | Мирный           | посёлок                      | 21        |
| 4.000001 | Первомайский     | посёлок                      | ↗74       |
| 5        | Полковое         | село                         | 20        |

В конце 2021 года Первомайский был передан в состав городского округа города Тамбова.